# Ammogarypus minor
Ammogarypus minor är en spindeldjursart som beskrevs av Beier 1973. Ammogarypus minor ingår i släktet Ammogarypus och familjen gammelekklokrypare. Inga underarter finns listade i Catalogue of Life.